# Ефимов, Юрий (хоккеист)
Юрий Б. Ефимов (род. 1938) — советский хоккеист, вратарь.

## Биография
На молодёжном уровне выступал за «Авангард» Ленинград. Играл за ленинградские команды ЛИИЖТ (1957/58 — 1961/62), «Спартак» (1962/63) и «Сокол» Ленинград (1963/64). В сезоне 1964/65 выступал во второй группе класса «А» за «Вымпел» Минск.
В чемпионате СССР провёл четыре сезона (1959/60 — 1962/63).
Серебряный призёр хоккейного турнира зимней Универсиады 1962.
Обладатель «Кубка Бухареста» — 1961.